# Ella Maisy Purvis
Ella Maisy Purvis (* 2. Juni 2003 in London) ist eine britische Schauspielerin.

## Leben und Karriere
Purvis wurde am 2. Juni 2003 in London geboren. Ursprünglich wollte sie Ballett lernen, entschied sich jedoch für Schauspielerei und studierte an der London Academy of Music and Dramatic Art. Mit 17 Jahren wurde bei ihr Autismus diagnostiziert.
Ihr Debüt gab sie 2022 in einer Folge in Heartstopper. Anschließend war sie von 2023 bis 2024 in der Serie A Kind of Spark zu sehen. Für ihre Rolle wurde sie 2024 für den Breakthrough Award der Royal Television Society in Nordirland nominiert. Im selben Jahr trat sie in dem Kurzfilm Blueprint auf. 2025 bekam Purvis in der Serie Patience eine Hauptrolle.

## Filmografie
Filme
- 2023: Blueprint

Serien
- 2022: Heartstopper
- 2023: Malpractice
- 2023–2024: A Kind of Spark
- 2025: Patience